# Isabel Gil Rosiña
Isabel Gil Rosiña, es una maestra y política española del Partido Socialista Obrero Español (1982, Jerez de los Caballeros). Fue Consejera de Igualdad y Cooperación para el Desarrollo de la Junta de Extremadura.

## Biografía
Natural de Jerez de los Caballeros, es diplomada en Educación Infantil por la Universidad de Extremadura y cuenta con un Máster en Prevención y Tratamiento de la Violencia Infantil en el Ámbito Educativo.
Aunque ya era militante de las Juventudes Socialistas desde los 14 años, ingresa en el PSOE con 19. Ha formado parte de la Asamblea de Extremadura por 8 años, siendo portavoz del PSOE extremeño. Al volver el gobierno socialista en 2015 es nombrada Portavoz de la Junta de Extremadura, con rango de Consejera. En 2019, Guillermo Fernández Vara la nombra Consejera de Igualdad de la Junta de Extremadura, manteniéndose en su cargo de Portavoz de la Junta de Extremadura.